# Артенакская культура
Артенакская культура — археологическая культура эпохи позднего халколита (ок. 2400 до н. э.), названа так по месту обнаружения — пещеры недалеко от селения Артенак в провинции Шаранта, Франция.

## Предыстория региона
На западе Франции в 6-5 тыс. до н. э. существовала рукадурская культура (Roucadourien) со значительными пережитками мезолита (вплоть до каннибализма). Данная культура постепенно входит в сферу влияния намного более высокоразвитой культуры кардиальной керамики. Примерно в 4 тыс. до н. э. рукадурскую культуру сменяет тенакская культура, которая через тысячелетие сменяется артенакской.

## Область распространения
В течение тысячелетия между артенакской и дунайскими культурами существовала устойчивая граница, проходившая недалеко от Рейна.

## Технологии
Для неё характерно большое количество наконечников, поэтому считается, что артенакцы были искусными лучниками.
Артенакцы были первыми носителями технологии обработки металла в атлантико-бискайском регионе, которые заимствовали около 2900 г. до н. э. с побережья северной Каталонии-Руссильона (куда, в свою очередь, она пришла от культуры Ремеделло на западе Италии).

## Этническая принадлежность
Артенакцы считаются предками аквитанов и васконов, от которых произошли баски.